# Stuart Little (phim)
Stuart Little là một bộ phim điện ảnh hài hoạt hình máy tính/người đóng của Mỹ công chiếu năm 1999 chủ yếu dựa trên cuốn tiểu thuyết cùng tên (1945) của E. B. White. Phim do Rob Minkoff làm đạo diễn trong tác phẩm người đóng đầu tay, kịch bản do M. Night Shyamalan và Greg Brooker đồng chắp bút, cùng sự tham gia diễn xuất của Geena Davis, Hugh Laurie và Jonathan Lipnicki, bên cạnh các phần lồng tiếng của Michael J. Fox, Nathan Lane, Chazz Palminteri, Steve Zahn, Bruno Kirby và Jennifer Tilly.
Stuart Little có buổi trình chiếu ra mắt ở Westwood tại Nhà hát Mann Village vào ngày 5 tháng 12 năm 1999, rồi khởi chiếu tại Hoa Kỳ vào ngày 17 tháng 12 năm 1999 thông qua đơn vị phát hành là Columbia Pictures. Nhìn chung bộ phim nhận được những đánh giá tích cực và giành một đề cử giải Oscar cho hiệu ứng hình ảnh xuất sắc nhất (thua The Matrix). Sau thành công của phim, tác phẩm còn khởi động một nhượng quyền, cho ra đời phần tiếp theo Stuart Little 2 vào năm 2002, loạt phim truyền hình ngắn tập Stuart Little vào năm 2003, một phần tiếp theo khác vào năm 2005, phần phim phát hành băng đĩa Stuart Little 3: Call of the Wild. Phim đánh dấu vai diễn điện ảnh cuối cùng của Estelle Getty.

## Cốt truyện
Frederick và Eleanor Little là một cặp vợ chồng hạnh phúc sống ở thành phố New York, họ định nhận một đứa làm em trai con họ là George. Khi họ đến thăm trại trẻ mồ côi, họ gặp một chú chuột hình người nhí tên là Stuart và bất chấp bị bà Keeper (giám đốc trại trẻ mồ cô) phản đối lúc đầu, họ đã lựa chọn cậu. Khi trở về nhà, Stuart phải chật vật hòa nhập; George thất vọng và từ chối nhận Stuart làm em trai mình, còn con mèo của gia đình tên Snowbell, cảm thấy ghê tởm vì giờ đây nó là thú cưng của một con chuột. Kế đó Eleanor vô tình nhốt Stuart trong máy giặt vào một buổi sáng nọ sau khi giặt xong một mẻ quần áo. Cô cứu Stuart khỏi bị nuốt quá nhiều chất tẩy rửa, song Stuart bị ốm khi ho ra bọt xà phòng. Sau đó Stuart hồi phục sau chuyến thăm của Bác sĩ Beechwood.
Sau khi Stuart thừa nhận với nhà Little rằng cậu thấy có một khoảng trống trong mình, họ gặp bà Keeper để tìm hiểu một số thông tin về cha mẹ ruột của Stuart, nhưng chẳng nhận được thông báo gì do tính bảo mật. Thời gian trôi qua, George và Stuart bắt đầu gắn bó sau khi Stuart khuyến khích cậu hoàn thành việc chế tạo chiếc thuyền mô hình cho cuộc đua sắp tới. Trong khi đó, Snowbell và cậu bạn Monty tổ chức một cuộc gặp với một con mèo hoang trong hẻm tên là Smokey và ấp ủ kế hoạch đuổi Stuart ra khỏi nhà.
Vào ngày diễn ra cuộc đua, Stuart vô tình làm hỏng điều khiển từ xa của George, làm thuyền của cậu không hoạt động được. Cậu nhảy vào và tự điều khiển nó, suýt tránh được một vụ va chạm trên mặt nước và sau đó giành chiến thắng trong cuộc đua. Tối hôm ấy khi đang ăn mừng, một cặp chuột đến nhà làm gián đoạn bữa tối; họ tự giới thiệu mình là Reggie và Camille Stout, đồng thời tự nhận là cha mẹ ruột của Stuart; hai chú chuột buộc phải bỏ cậu vì nghèo khó. Nhà Little miễn cưỡng đồng ý cho phép Stuart rời đi cùng với Stouts, để lại George một mình.
Trại trẻ mồ côi liên lạc với nhà Little để hỏi thăm tình hình của Stuart ra sao, và khi Frederick và Eleanor giải thích rằng cậu đã về nhà với cha mẹ ruột của mình, bà Keeper thông báo với họ rằng cha mẹ ruột của Stuart đã mất nhiều năm trước khi một kim tự tháp thực phẩm đóng hộp rơi trúng họ trong siêu thị, do đó cậu mới được đưa đến trại mồ côi. Sau khi nhận ra Stuart đã bị bắt cóc (một âm mưu do Snowbell và những con mèo khác bày ra), gia đình tổ chức một hội tìm kiếm lớn quanh thành phố. Vì lo sợ rằng việc tham gia vụ lừa đảo sẽ bị bại lộ, Snowbell thông báo cho Smokey rằng nhà Little đã biết được về gia đình Stout, vì vậy thay vào đó Smokey quyết định phải giết Stuart.
Vô cùng hối hận vì gây ra nỗi buồn quá lớn của Stuart, Reggie và Camille kể cho cậu biết sự thật và lệnh cho cậu ta chạy trốn; cậu rất vui khi biết mình không phải là Stout và quay trở lại nhà Little. Trên đường đi qua công viên, cậu bị Smokey và hội của y phục kích song đã trốn được chúng bằng cách chui vào một cái cống. Cậu về đến nhà, được Snowbell ghen tỵ chào đón; chú mèo nói dối và thuyết phục Stuart rằng gia đình đang ăn mừng việc vắng cậu. Snowbell sử dụng khuôn mặt của Stuart bị cắt ra từ bức chân dung gia đình để "chứng minh" quan điểm của mình (thực ra ảnh khuôn mặt cậu bị cắt ra để phục vụ in ảnh cho các áp phích tìm kiếm cậu). Quá đau lòng nên Stuart bỏ đi. Tại Công viên Trung tâm, cậu dừng chân nghỉ qua đêm trong một tổ chim, và rồi Snowbell vì hối hận mà tìm đến cậu, thừa nhận cậu ta đã nói dối và động viên cậu trở về nhà. Khi cả hai phải đối mặt với những con mèo khác, Snowbell từ chối giao Stuart và làm những con mèo đuổi theo. Cuối cùng, chúng dồn Stuart khi cậu bị mắc trên cành cây trước một ao nước lạnh giá; Snowbell cứu cậu bằng cách bẻ gãy cành cây mà lũ mèo đang trèo, làm hội của Monty rơi thẳng xuống cái ao bên dưới, rồi chúng mau chóng bơi ra khỏi đó. Smokey lẻn đến phía sau Snowbell để giết cậu ta nhưng trước khi anh ta có thể làm như vậy, Stuart đã can thiệp bằng cách thả một nhánh cây đập vào mặt Smokey, làm cho y cũng rớt xuống ao. Smokey bơi và trèo ra khỏi ao, tức giận và bẽ mặt khi bị "con chuột và chú mèo cưng của cậu" đánh bại, đồng thời tự hỏi chuyện gì có thể tồi tệ hơn. Câu hỏi của y được giải đáp khi y bất ngờ hai con chó hoang tấn công, chúng có lẽ đã lấy mạng y.
Snowbell đưa Stuart về nhà, ngay khi nhà Little chuẩn bị đi ngủ. George nhìn thấy Stuart qua cửa sổ trước và mọi người đoàn tụ trong niềm hạnh phúc. Khi Frederick hỏi làm sao mà cậu quay lại được, cậu kể với họ rằng cậu nợ Snowbell mạng sống của mình, chú mèo cuối cùng đã nhận ra Stuart thực sự là gia đình mình.

## Phân vai

### Diễn viên người thật
- Geena Davis vai Eleanor Little, mẹ của gia đình nhà Little và vợ Frederick.
- Hugh Laurie vai Frederick Little, cha của gia đình nhà Little và chồng Eleanor.
- Jonathan Lipnicki vai George Little, cậu con trai lớn của nhà Little và anh trai Stuart.
- Jeffrey Jones vai bác Crenshaw Little, anh trai Frederick Little và em trai Beatrice.
- Connie Ray vai bác gái Tina Little, vợ Crenshaw và chị dâu của Beatrice và Frederick.
- Allyce Beasley vai bác Beatrice Little, chị gái Crenshaw và Frederick.
- Brian Doyle-Murray vai Edgar Little, họ hàng của Beatrice, Crenshaw và Frederick, đồng thời là cháu ông Spencer.
- Estelle Getty vai Bà Estelle Little, mẹ Beatrice, Crenshaw và Frederick.
- Harold Gould vai Ông Spencer Little, cha Beatrice, Crenshaw và Frederick.
- Patrick Thomas O'Brien vai Stretch Little, chồng Beatrice và anh rể Crenshaw và Frederick.
- Julia Sweeney vai bà Keeper, giám đốc trại trẻ mồ côi công cộng thành phố New York.
- Dabney Coleman vai Bác sĩ Beechwood, một vị bác sĩ ghé thăm nhà Little.
- Miles Marsico vai Anton Gartman, một cậu nhóc xấu tính chuyên bắt nạt George trong cuộc đua thuyền.
- Jim Doughan vai Thanh tra Phil Allen, cộng sự của Thanh tra Sherman. Doughan cũng lồng tiếng Lucky the Cat trong phim.
- Jon Polito as Detective Sherman, thanh tra cảnh sát làm việc tại Sở cảnh sát New York.
- Joe Bays vai người thổi hồi còi bắt đầu cuộc đua thuyền
- Taylor Negron vai người bán quần áo

### Diễn viên lồng tiếng
- Michael J. Fox vai Stuart Little, một chú chuột hình người nhỏ tuổi được nhận làm con thứ của gia đình Little.
- Nathan Lane vai Snowbell, chú mèo Ba Tư của gia đình Little, lúc đầu không ưa Stuart.
- Chazz Palminteri vai Smokey, một con mèo Russian Blue tàn bạo và thông minh với tính cách giống xã hội đen, thủ lĩnh của một nhóm mèo kiểu xã hội đen trong hẻm và lên kế hoạch giết Stuart khi Snowbell và Monty triệu tập y.
- Steve Zahn vai Monty, một chú mèo mướp màu xám, bạn thân của Snowbell và là cựu thành viên của Hội mèo trong hẻm.
- Jim Doughan vai Lucky, một chú mèo Xiêm và thành viên thuộc hội của Smokey. Doughan cũng thủ vai Thanh tra Allen trong phim.
- David Alan Grier trong vai Red, một chú mèo đực lông ngắn Mỹ màu hoe và thành viên trong hội Smokey.
- Bruno Kirby vai ông Reginald Stout, chồng Camille và người cha giả của Stuart.
- Jennifer Tilly vai bà Camille Stout, vợ Reginald và người mẹ giả của Stuart.
- Stan Freberg vai người thông báo cuộc đua

## Sản xuất
Phim bắt đầu ghi hình vào ngày 3 tháng 8 năm 1998 và đóng máy vào ngày 11 tháng 11.

### Bức tranh thất lạc vô tình được sử dụng trên phim trường
Một trong những bức tranh được sử dụng làm đạo cụ cho ngôi nhà của nhà Little là bức tranh Alvó nő fekete vázával của họa sĩ tiên phong người Hungary Róbert Berény từ thập niên 1920, bị xem là đã thất lạc từ lâu. Một nhà thiết kế hiện trường cho bộ phim đã mua bức tranh tại một cửa hàng đồ cổ ở Pasadena, California với giá 500 đô la Mỹ để sử dụng trong phim mà không biết về ý nghĩa của nó. Năm 2009, nhà sử học nghệ thuật Gergely Barki (trong lúc xem Stuart Little trên truyền hình cùng con gái) đã chú ý đến bức tranh và sau khi liên hệ với hãng phim thì mới có thể lần ra tung tích của nó. Năm 2014, chủ nhân bức họa đã bán tác phẩm trong một cuộc đấu giá với giá 229.500 euro.

## Đón nhận

### Doanh thu phòng vé
Stuart Little được công chiếu tại các rạp vào ngày 17 tháng 12 năm 1999. Ở dịp cuối tuần khởi chiếu, Stuart Little đã thu về 15 triệu đô la Mỹ, chiếm ngôi đầu phòng vé của Toy Story 2. Tác phẩm tụt xuống vị trí thứ 2 vào cuối tuần thứ hai, song quay lại vị trí đầu bảng phòng vé vào dịp cuối tuần thứ ba với 16 triệu đô la Mỹ. Theo Box Office Mojo, tổng doanh thu chung cuộc của phim tại Hoa Kỳ-Canada là 140 triệu đô la Mỹ và thu về 160,1 triệu đô la Mỹ tại phòng vé quốc tế, qua đó đạt tổng doanh thu ước tính là 300 triệu đô la Mỹ trên toàn thế giới.

### Đánh giá chuyên môn
Trên Rotten Tomatoes, 67% các phê bình đánh giá bộ phim tích cực dựa trên 97 phản hồi, giúp phim đạt điểm trung bình là 6,4/10. Các chuyên gia trên trang web nhất trí: "Các nhà phê bình cho rằng Stuart Little rất hấp dẫn thiếu nhi và người lớn vì tính hài hước và hiệu ứng hình ảnh của phim." Trên trang Metacritic, bộ phim đạt số điểm 61/100 từ 32 bài đánh giá, thể hiện các bài đánh giá "nhìn chung là ổn". Khán giả theo cuộc thăm dò của CinemaScore thì chấm phim điểm trung bình là "A-" trên thang điểm từ A+ đến F.
Jesus Freak Hideout nhận xét rằng "từ đầu tới cuối, Stuart Little là một bộ phim gia đình gần như hoàn hảo", còn Stephen Holden của nhật báo The New York Times cho rằng "yếu tố duy nhất không hoàn toàn hợp lý với phần còn lại của phim là nhân vật Stuart bằng kỹ thuật số không tốt về mặt hình ảnh."

## Băng đĩa tại gia
Stuart Little được Columbia TriStar Home Video phát hành trên VHS và DVD tại Hoa Kỳ vào ngày 18 tháng 4 năm 2000, và tại Vương quốc Anh vào ngày 27 tháng 11 năm 2000. Sau đó, phim được Columbia TriStar Home Entertainment tái phát hành bản đặc biệt vào ngày 21 tháng 5 năm 2002. Stuart Little và Stuart Little 2 được Sony Pictures Home Entertainment phát hành combo trên định dạng UMD của Sony PSP vào ngày 3 tháng 1 năm 2006 và trên băng Blu-ray vào ngày 28 tháng 6 năm 2011.

## Nhạc phim
Album soundtrack của bộ phim mang tên Stuart Little: Music from and Inspired by the Motion Picture được Motown và Universal Records phát hành vào ngày 30 tháng 11 năm 1999, trên đĩa CD và băng cassette. Các bản nhạc in đậm không xuất hiện trong phim.
| STT              | Nhan đề                                                         | Thời lượng |
| ---------------- | --------------------------------------------------------------- | ---------- |
| 1.               | "I Need to Know" (R Angels)                                     | 3:54       |
| 2.               | "The Two of Us" (S Club 7)                                      | 3:35       |
| 3.               | "You're Where I Belong" (Trisha Yearwood)                       | 4:17       |
| 4.               | "If You Can't Rock Me" (The Brian Setzer Orchestra)             | 2:40       |
| 5.               | "1+1=2" (Lou Bega)                                              | 4:04       |
| 6.               | "He Rules" (702)                                                | 3:04       |
| 7.               | "Home" (Brian McKnight)                                         | 4:22       |
| 8.               | "Walking Tall" (Lyle Lovett)                                    | 3:16       |
| 9.               | "Lucky Day" (Matt Goss)                                         | 4:03       |
| 10.              | "Mouse in the House" (Colby O'Donis)                            | 4:34       |
| 11.              | "As Long as I Can Dream" (Debelah Morgan)                       | 4:27       |
| 12.              | "The Boat Race" (Alan Silvestri)                                | 5:12       |
| 13.              | "I'm Gonna Miss You" (Alan Silvestri)                           | 4:43       |
| 14.              | "You're Where I Belong (Soul Solution Remix)" (Trisha Yearwood) | 4:04       |
| Tổng thời lượng: | Tổng thời lượng:                                                | 56:15      |